# Кантрелл (Іллінойс)
Кантрелл (англ. Cantrall) — селище (англ. village) в США, в окрузі Сенґамон штату Іллінойс. Населення — 144 особи (2020).

## Географія
Кантрелл розташований за координатами 39°56′7″ пн. ш. 89°40′44″ зх. д. / 39.93528° пн. ш. 89.67889° зх. д. (39.935289, -89.678997).  За даними Бюро перепису населення США в 2010 році селище мало площу 0,68 км², уся площа — суходіл.

## Демографія
Згідно з переписом 2010 року, у селищі мешкало 139 осіб у 55 домогосподарствах у складі 40 родин. Густота населення становила 205 осіб/км².  Було 58 помешкань (86/км²).
Расовий склад населення:
| - 94,2 % — білих - 0,7 % — корінних американців - 1,4 % — осіб інших рас |

До двох чи більше рас належало 3,6 %. Частка іспаномовних становила 5,8 % від усіх жителів.
За віковим діапазоном населення розподілялося таким чином: 23,7 % — особи молодші 18 років, 58,3 % — особи у віці 18—64 років, 18,0 % — особи у віці 65 років та старші. Медіана віку мешканця становила 43,6 року. На 100 осіб жіночої статі у селищі припадало 107,5 чоловіків;  на 100 жінок у віці від 18 років та старших — 116,3 чоловіків також старших 18 років.
За межею бідності перебувало 5,2 % осіб, у тому числі 4,3 % дітей у віці до 18 років та 4,2 % осіб у віці 65 років та старших.
Цивільне працевлаштоване населення становило 103 особи. Основні галузі зайнятості: освіта, охорона здоров'я та соціальна допомога — 45,6 %, сільське господарство, лісництво, риболовля — 25,2 %, мистецтво, розваги та відпочинок — 8,7 %, публічна адміністрація — 5,8 %.